# Greg Stevenson
Greg Stevenson (conocido en Corea como Moon Tae-yeong, en coreano, 문태영; Goldsboro, Carolina del Norte, 10 de febrero de 1978) es un exjugador de baloncesto con doble nacionalidad estadounidense y surcoreana. Formado como baloncestista en los Estados Unidos, desarrolló la primera parte de su carrera como jugador profesional en equipos de Europa y América, migrando luego a Corea del Sur, para jugar en la KBL entre 2009 y 2020. Fue miembro de la selección de baloncesto de Corea del Sur, llegando a disputar el Campeonato FIBA Asia de 2015.

## Trayectoria
Stevenson jugó en la División I de la NCAA con los Penn State Nittany Lions y los Richmond Spiders, antes de comenzar a jugar profesionalmente en Europa en 2001. 
Tras actuar en Alemania y Francia, en 2003 regresó a los Estados Unidos y jugó con el Westchester Wildfire en la recientemente creada United States Basketball League. Tuvo luego la oportunidad de actuar en la National Basketball Development League con los Fayetteville Patriots y los Asheville Altitude, antes de regresar a Europa. Estuvo nuevamente en Francia, pero también jugó en clubes de Países Bajos y Hungría.
Retornó a su país para competir en la Continental Basketball Association y en la Premier Basketball League. En 2009 fichó con los Piratas de Quebradillas del Baloncesto Superior Nacional de Puerto Rico, club con el que jugaría tres temporadas.
Sin embargo la carrera de Stevenson estaría marcada por su arribo a Corea del Sur como jugador del Changwon LG Sakers, tras ser seleccionado en un draft especial reservado a jugadores con alguna herencia o conexión coreana. En su primera temporada mostró un muy alto nivel, lo que le permitió renovar su contrato para la temporada siguiente.
El alero jugaría profesionalmente en la KBL hasta 2020, ganando el título local en 2013, 2014 y 2015 como parte del Ulsan Mobis Phoebus.

## Selección nacional
Tras completar su nacionalización como surcoreano en 2011, Stevenson quedó en condición de ser convocado a la selección de baloncesto de Corea del Sur. Sin embargo, dadas las condiciones que FIBA impone para los jugadores que cambian tardíamente de nacionalidad, el alero sólo pudo jugar en torneos menores. El único torneo de importancia en el que participó representando a Corea del Sur fue el Campeonato FIBA Asia de 2015, donde los suyos terminaron sextos.

## Vida privada
Su padre es estadounidense y su madre surcoreana. Su hermano mayor, Jarod Stevenson, también jugó profesionalmente al baloncesto y fue miembro de la selección de baloncesto de Corea del Sur con el nombre de Moon Tae-jong.